# Nußbach (Autriche)
Pour les articles homonymes, voir Nußbach.
Nußbach est une commune autrichienne du district de Kirchdorf en Haute-Autriche.